# Antonín Koukl
Antonín Koukl (1. května 1860 Praha – 26. února 1884 Praha) byl předčasně zemřelý český spisovatel.

## Život
Narodil se jako starší ze dvou synů Josefa Kaukla (1831–1877) a jeho manželky Aloisie, rozené Ebertové (1832–1907).
Maturoval na pražském Akademickém gymnáziu v roce 1878. Poté studoval na právnické fakultě Německé univerzity v Praze. V roce 1883 musel studia pro nemoc přerušit.
Zemřel v Praze na tuberkulózu.

## Dílo
Užíval též pseudonymy Koukol, Filištín, Petr Filištín, Petr Filištínský.

### Deníky a časopisy
Přispíval do řady periodik, např. Národní listy, Květy, Světozor atd.

### Knižní vydání
- Básně humoristické a satirické Antonína Koukla (V Praze, Tiskem a nákladem J.B. Pichla, 1880)
- Lov mladého krále (původní veselohra v jednom jednání; V Jičíně, Lad. Sehnal, 1881)
- Moderní Ariadna (veselohra ve třech jednáních; V Praze, nákladem Palečkovým, 1881)
- Písně o mozolech (Jičín, Lad. Sehnal, 1884)

Ukázky z díla Antonína Koukla vyšly též ve sborníku Ztrhané struny zvuk (výbor z předčasně zesnulých básníků, uspořádal Miloslav Hýsek; V Praze, Česká grafická Unie, 1940)

### Operní libreta
- Bratránek (komická opera v jednom jednání, hudba Josef Nešvera; Praha, Jelínek & Hoffmann 1883, Fr. A. Urbánek 1890)
- Oslavenec (komická opera v jednom dějství, hudba Jindřich Hartl; Král. Vinohrady, Jelínek & Hoffmann, 1883)
- Ženichové (libreto k opeře Karla Kovařovice podle obrozenecké veselohry Simeona Karla Macháčka

### Scénické provedení
- Pejsek z Boccaccia (fraška se zpěvy, hudba Karel Kovařovic, Národní arena 1880)[8]
- Kavalírkové (Královské zemské divadlo české, 1883[pozn. 2])[9]
- Kovařovicova opera Ženichové na Kouklovo libreto byla poprvé provedena 13. května 1884 v pražském Národním divadle, to je po libretistově smrti